# Суперкубок Украины по волейболу
Суперкубок Украины по волейболу (укр. Суперкубок України з волейболу) — ежегодный матч двух лучших волейбольных мужских и женских клубов страны, один из которых чемпион Украины, а другой — обладатель Кубка (или серебряный призёр чемпионата, если чемпион также выиграл и Кубок). Проводится с 2016 года Федерацией волейбола Украины. В 2021 году турнир проходил в новом формате — с участием 4 сильнейших команд по итогам прошедшего чемпионата, которые провели полуфинальные матчи и финал.

## Результаты

### Мужчины
| Год  | Место    | Обладатель трофея           | 2-е место                | Счёт                                    |
| ---- | -------- | --------------------------- | ------------------------ | --------------------------------------- |
| 2016 | Киев     | «Барком-Кажаны» Львов       | «Локомотив» Харьков      | 3:0 (25:22, 25:17, 26:24)               |
| 2017 | Черкассы | «Локомотив» Харьков         | «Барком-Кажаны» Львов    | 3:0 (25:17, 25:17, 25:19)               |
| 2018 | Луцк     | «Барком-Кажаны» Львов       | «Новатор» Хмельницкий    | 3:2 (19:25, 25:16, 25:18, 28:30, 15:11) |
| 2019 | Черкассы | «Барком-Кажаны» Львов       | «Сердце Подолья» Винница | 3:1 (25:22, 25:18, 14:25, 33:31)        |
| 2020 | Городок  | «Барком-Кажаны» Львов       | «Житичи-ПНУ» Житомир     | 3:0 (26:24, 25:23, 25:20)               |
| 2021 | Городок  | «Житичи-ПНУ» Житомир        | «Барком-Кажаны» Львов    | 3:2 (16:25, 25:21, 32:30, 17:25, 15:13) |
| 2023 | Годылов  | «Эпицентр-Подоляны» Городок | «Прометей» Днепр         | 3:1 (25:23, 22:25, 25:22, 25:20)        |

### Титулы
| Клуб                        | Победы |
| --------------------------- | ------ |
| «Барком-Кажаны» Львов       | 4      |
| «Локомотив» Харьков         | 1      |
| «Житичи-ПНУ» Житомир        | 1      |
| «Эпицентр-Подоляны» Городок | 1      |

### Женщины
| Год  | Место        | Обладатель трофея       | 2-е место                     | Счёт                                    |
| ---- | ------------ | ----------------------- | ----------------------------- | --------------------------------------- |
| 2016 | Киев         | «Химик» Южное           | «Орбита-ЗТМК-ЗНУ» Запорожье   | 3:0 (25:18, 25:11, 25:7)                |
| 2017 | Черкассы     | «Химик» Южное           | «Галичанка-ТНЭУ» Тернополь    | 3:1 (25:19, 19:25, 25:15, 25:14)        |
| 2018 | Луцк         | «Химик» Южное           | «Галичанка-ТНЭУ» Тернополь    | 3:0 (25:12, 25:21, 25:9)                |
| 2019 | Черкассы     | «Химик» Южное           | «Орбита-ЗНУ-ОДЮСШ» Запорожье  | 3:0 (25:20, 25:21, 25:16)               |
| 2020 | Городок      | «Прометей» Каменское    | «Химик» Южное                 | 3:2 (21:25, 27:25, 19:25, 25:21, 17:15) |
| 2021 | Слобожанское | «Прометей» Слобожанское | «Орбита-ЗНУ-ЗОДЮСШ» Запорожье | 3:1 (25:27, 25:17, 27:25, 25:21)        |
| 2023 | Годылов      | «Прометей» Днепр        | «Аланта» Днепр                | 3:0 (25:11, 25:12, 25:12)               |

### Титулы
| Клуб                                | Победы |
| ----------------------------------- | ------ |
| «Химик» Южное                       | 4      |
| «Прометей» Днепропетровская область | 3      |